# بارتون بيغز
بارتون بيغز (بالإنجليزية: Barton Biggs)‏ هو مستثمر بريطاني، ولد في 26 نوفمبر 1932، وتوفي في 14 يوليو 2012 بسبب مرض معد.